# 30304 Denisvida
30304 Denisvida è un asteroide della fascia principale. Scoperto nel 2000, presenta un'orbita caratterizzata da un semiasse maggiore pari a 2,5271549 au e da un'eccentricità di 0,1003136, inclinata di 14,40607° rispetto all'eclittica.